# Paul-Greifzu-Stadion (Dessau)
Das Paul-Greifzu-Stadion ist ein Fußballstadion mit Leichtathletikanlage im Stadtteil Dessau der sachsen-anhaltischen Stadt Dessau-Roßlau. Die Anlage bietet 20.000 Plätze und liegt direkt am Fluss Mulde.

## Geschichte
Im Oktober 1952 wurde das Dessauer Paul-Greifzu-Stadion feierlich eingeweiht. Namensgeber war der im Mai 1952 bei einem Trainingsunfall in Dessau verstorbene Motorsportler Paul Greifzu. Damals wurde das 35.000 Zuschauer fassende Anlage ohne Inanspruchnahme von Investitionsmitteln in 51.000 freiwilligen Arbeitsstunden auf Dutzenden Tonnen Trümmerschutt der bei den Luftangriffen auf Dessau stark zerstörten Stadt erbaut. Später etablierte es sich als Austragungsort für regionale Meisterschaften. Während des Bestehens der DDR wurde jedoch nur wenig in die Erhaltung und Modernisierung des Stadions investiert. Erst Mitte der 1990er Jahre veranlasste die Stadt eine Machbarkeitsstudie für die Umgestaltung des Stadions. Im Zuge dessen wurde in einem Vielstufenplan Schritt für Schritt saniert und erweitert. Die Modernisierung begann 1997 mit dem Bau der neuen Skaterbahn. Eine bedeutende Neuerung war der Bau einer kompletten Leichtathletikanlage. Während die Sportler zuvor mit der ursprünglichen Aschenbahn vorliebnehmen mussten, fanden sie jetzt durch den neuen Kunststoffbelag optimale Wettkampfbedingungen vor. Weiterhin wurde eine moderne, DIN-gerechte Leichtathletikanlage (Wassergraben, Kugelstoß-. Speerwurf-, Diskuswurf-, Stabhochsprung- und zwei Weitsprunganlagen) installiert. Im darauf folgenden Jahr erfolgte mit dem U23-Länderkampf Deutschland-Großbritannien-Frankreich die erste große Bewährungsprobe für das neu ausgebaute Stadion.
Wenig später wurde die moderne Flutlichtanlage mit 1823 Lux Beleuchtungsstärke installiert. 2002 erhielt die Sportstätte eine neue Westtribüne mit 2048 überdachten Sitzplätzen. Zuletzt wurden 2004 Funktionsräume unterhalb der Osttribüne errichtet. Insgesamt wurden seit 1996 insgesamt 6,7 Mio. Euro investiert.
Alljährlich findet im Paul-Greifzu-Stadion eine Leichtathletikveranstaltung namens Anhalt-Meeting statt. Des Weiteren ist die Sportstätte Heimat des 1. LAC Dessau, dem auch die deutsche Meisterin im Dreisprung Katja Pobanz angehörte.
Im Paul-Greifzu-Stadion spielten schon bekannte Fußballvereine wie der FC Bayern München, der ein DFB-Pokalspiel der 1. Hauptrunde am 21. August 2004 gegen den TSV Völpke sowie ein Freundschaftsspiel anlässlich des 100-jährigen Bestehens des SV Dessau 05 im Jahr 2005 absolvierte. Außerdem waren Atlético Madrid und Leeds United in Testspielen gegen Energie Cottbus 2006 bzw. 2007 zu Gast. Des Weiteren fanden mehrfach Ligapokalspiele unter anderem mit Hertha BSC und Bayer 04 Leverkusen statt.
Das Stadion war einer von zwölf Spielorten der U-17-Fußball-Europameisterschaft 2009, die in Mitteldeutschland stattfand.
Am 30. August 2022 sollte das DFB-Pokalspiel der 1. Hauptrunde zwischen dem FC Teutonia 05 Ottensen und dem RB Leipzig im Paul-Greifzu-Stadion ausgetragen werden. Das Stadion Hoheluft von Teutonia verfügt nur über einen Kunstrasen. Der Hamburger Club aus der Fußball-Regionalliga Nord fand in und um Hamburg keine verfügbare Spielstätte für das Pokalspiel. Ein Tausch des Heimrechts ist nicht erlaubt. Rund eine Woche vor der Partie verätzten Unbekannte den Rasen des Spielfelds im Mittelkreis und in den Strafräumen mit einer giftigen Substanz. Die Polizei ermittelt wegen Sachbeschädigung. Am 24. August erlaubte der DFB mit einer Sondergenehmigung den Tausch des Heimrechts. Die Partie fand zum angesetzten Termin in der Red Bull Arena in Leipzig statt.
Am 4. Februar 2024 fand im Rahmen der Rugby Europe International Championships 2023/24 mit dem Test Match Deutschland gegen Georgien erstmals ein Rugby-Union-Länderspiel in Dessau-Roßlau statt.

## Galerie

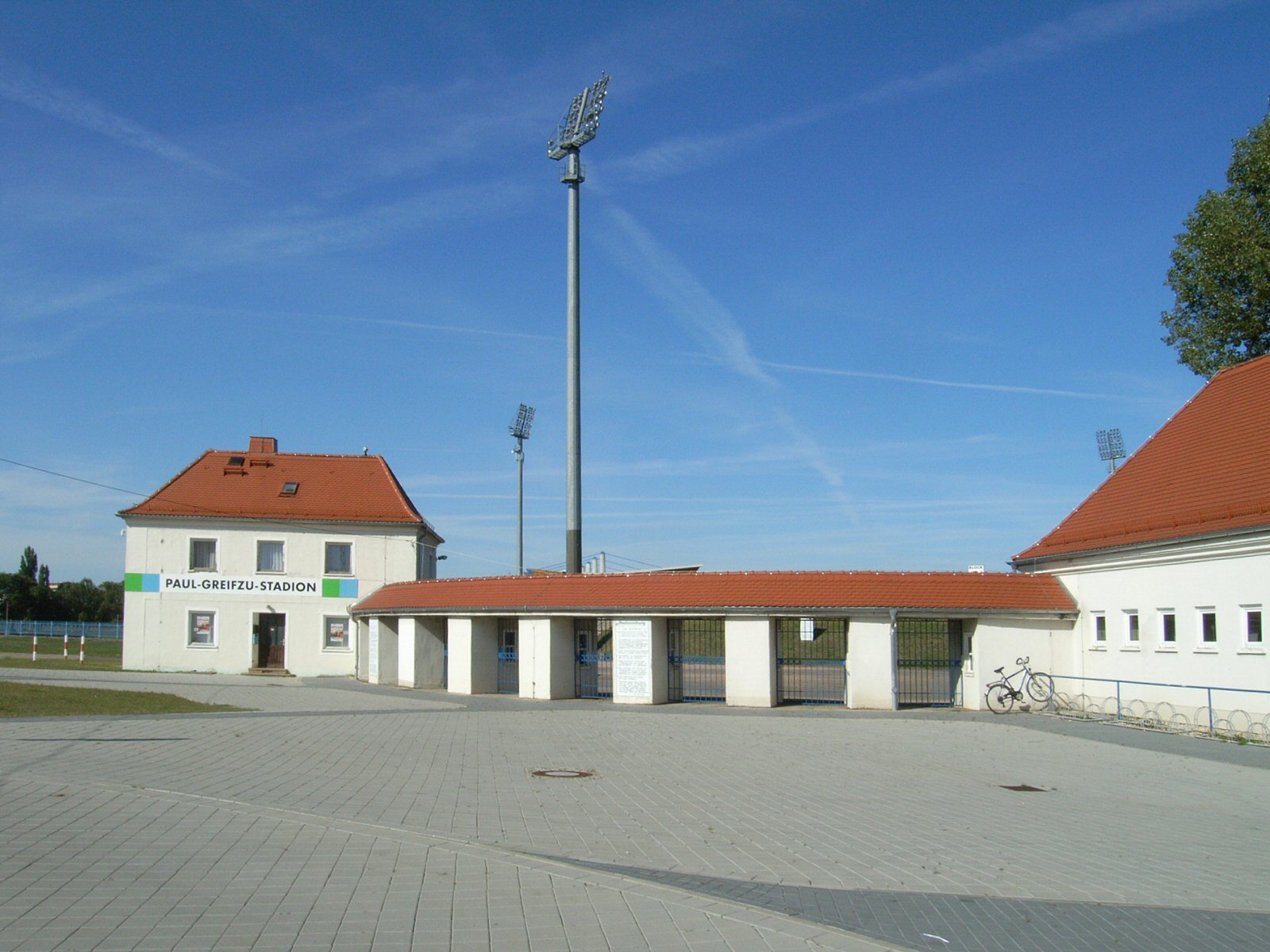
Eingang an der Ludwigshafener Straße
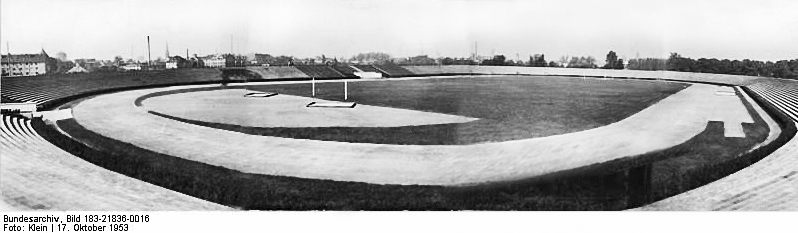
Sportstadion „Paul Greifzu“ 1953